# Uttertjärnen (Bygdeå socken, Västerbotten)
Uttertjärnen är en sjö i Robertsfors kommun i Västerbotten och ingår i Dalkarlsåns huvudavrinningsområde.